# Shamisen
Lo shamisen (三味線?) è uno strumento musicale giapponese a tre corde, della famiglia dei liuti, utilizzato per l'accompagnamento durante le rappresentazioni del teatro Kabuki e Bunraku.

## Lo strumento

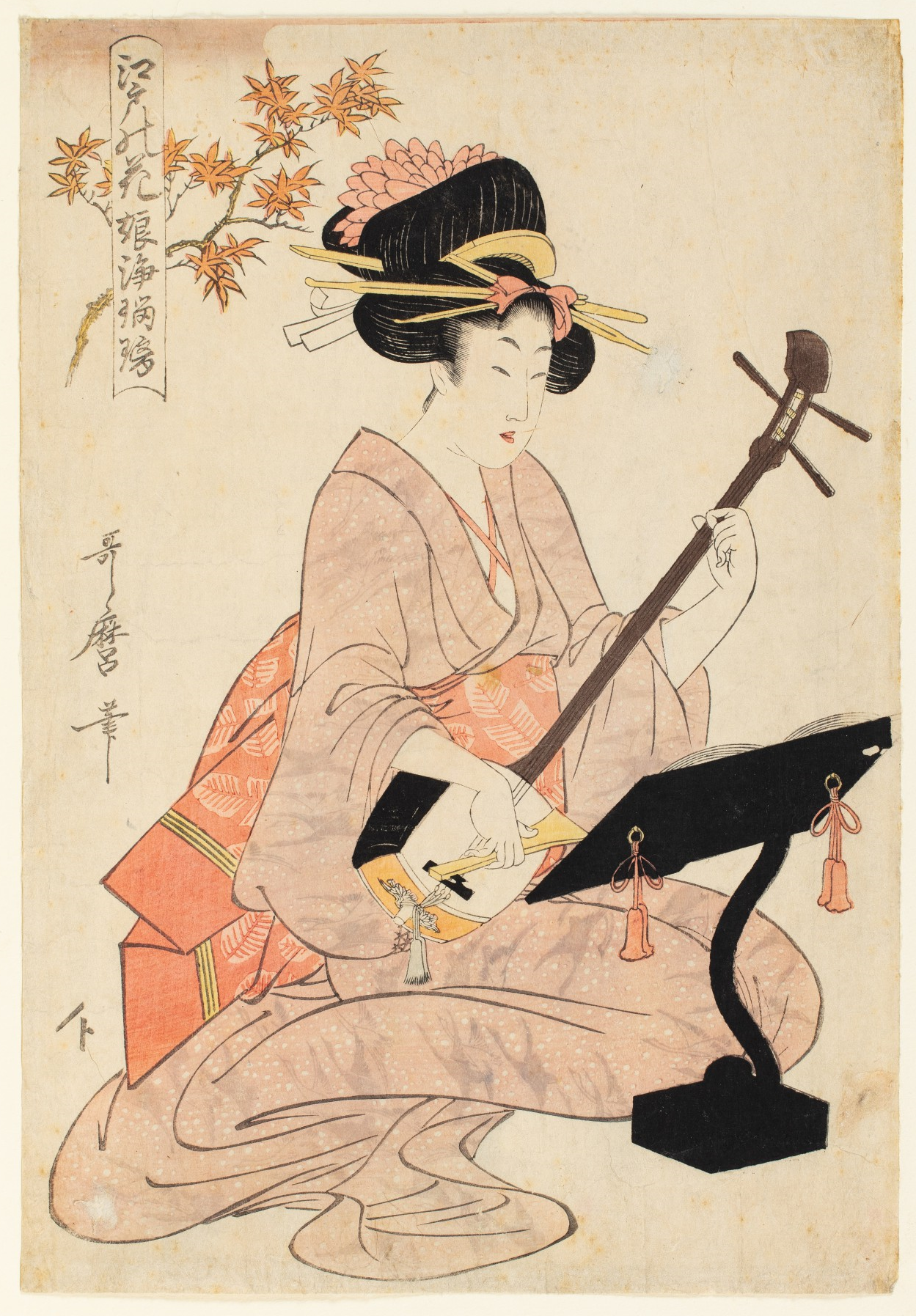
Suonatrice di shamisen.

Il progenitore dello shamisen era il sangen (o sanxian in cinese) e proveniva dall'Asia centrale. Costituito da una cassa rotondeggiante ricoperta di pelle di serpente e tre corde che venivano pizzicate con le dita, esso era solitamente utilizzato nella musica per il teatro e come accompagnamento di ballate popolari.
Il sangen venne introdotto in Giappone dalla Cina probabilmente nel periodo Muromachi (tra il XV ed il XVI secolo d.C.). Sebbene non si abbiano notizie certe, si ritiene che lo sangen sia arrivato prima presso le isole Ryukyu (nell'attuale prefettura di Okinawa) alla fine del XIV secolo, ed lì abbia acquistato una certa popolarità come accompagnamento dei brani vocali locali, popolari e di corte. Presso quest'area, lo strumento mantenne intatte le sue caratteristiche originarie ma venne chiamato sanshin.
Successivamente si ritiene che esso arrivò presso il porto Sakai di Osaka tra il 1558 ed il 1569. Da lì lo strumento si diffuse nel resto del Giappone ove venne denominato jabisen (蛇皮線) che significa "strumento a corde in pelle di serpente". Si pensa che i primi ad impiegare lo sangen furono i biwa hoshi, ovvero musicisti ciechi che cantavano brani vocali accompagnati dal biwa, e che furono essi ad introdurre le successive modifiche allo strumento ed anche la consuetudine di suonarlo per mezzo di un plettro (bachi, 撥).
Le altre modifiche che vennero apportate allo strumento consistettero nell'aumento della grandezza della cassa di risonanza e nel cambiamento della forma di quest'ultima, che divenne quadrata, e nell'uso di pelle di gatto o di cane. Anche la forma del manico venne modificata.
La diffusione dello shamisen in Giappone fu tale da farlo diventare uno degli strumenti più rappresentativi ed importanti di tutta la musica tradizionale giapponese e venne utilizzato in molti generi musicali e teatrali tra cui si ricordano: lo jiuta, il jōruri ed il nagauta.
Col tempo allo strumento vennero affiancate differenti modifiche a seconda del genere musicale per cui esso veniva impiegato. Fu così che si sviluppò:
- il futozao (cioè, a manico grosso) che viene usato nel gidayubushi e nel sekkyobushi,
- il chuzao (a manico medio), usato nello jiuta, nel tokiwazubushi, nel tomimotobushi, nel kiyomotobushi e nel shinnaibushi,
- lo hosozao (a manico sottile), usato nel nagauta, nel sokyoyu, nell'hauta, nel kouta e nel katobushi.

Successivamente si aggiunsero altre modifiche nel gruppo degli hosozao e dei chuzao.
Lo shamisen è uno strumento ad intonazione relativa, ovvero l'altezza delle note cambia a seconda delle preferenze ed esistono anche differenti modi di accordarlo. I tipi di accordatura più utilizzati sono:
- honchoshi in cui tra le prime due corde vi è un intervallo di quarta giusta e tra la seconda e la terza corda un intervallo di quinta giusta,
- niagari in cui vi è una quinta giusta tra le prime due corde ed una quarta tra la seconda e la terza,
- sansagari in cui vi è una quarta giusta tra tutte e tre le corde.

Sebbene di per sé lo shamisen sia un cordofono, in alcuni generi (come il nagauta) il bachi viene sbattuto su un rinforzo semicircolare della cassa armonica (chiamato bachigawa) e nel gidayubushi viene, invece, colpita la pelle di gatto della cassa funzionando, così, anche da strumento a percussione.